# Culoar (arhitectură)

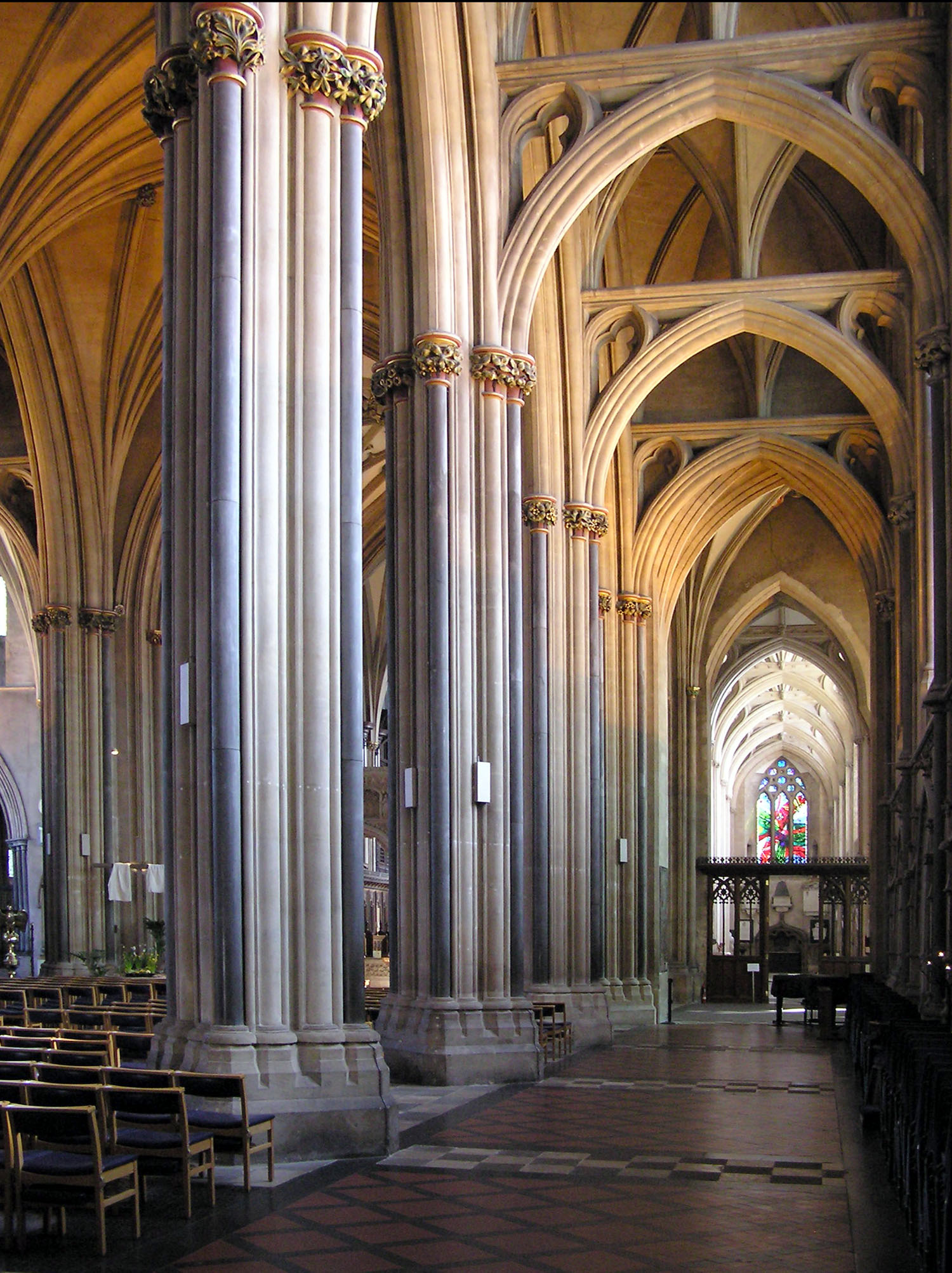
Culoar în interiorul Catedralei din Bristol, Anglia.

În arhitectură, un culoar este un spațiu lung și îngust, delimitat pe ambele părți laterale și folosit ca loc de trecere. Culoarele se pot găsi în anumite tipuri de clădiri, precum biserici, catedrale, sinagogi, săli de ședințe, sălile unor autorități publice (parlamente, tribunale), teatre și în anumite tipuri de mijloace de transport, precum trenurile.
Primele exemple de culoare datează din epoca romană și pot fi găsite în Bazilica Ulpia (bazilica lui Traian), care avea două culoare pe ambele părți ale salei centrale. Bazilica Sfântul Petru din Roma are același număr.

## Lățimea diferitelor tipuri de culoare

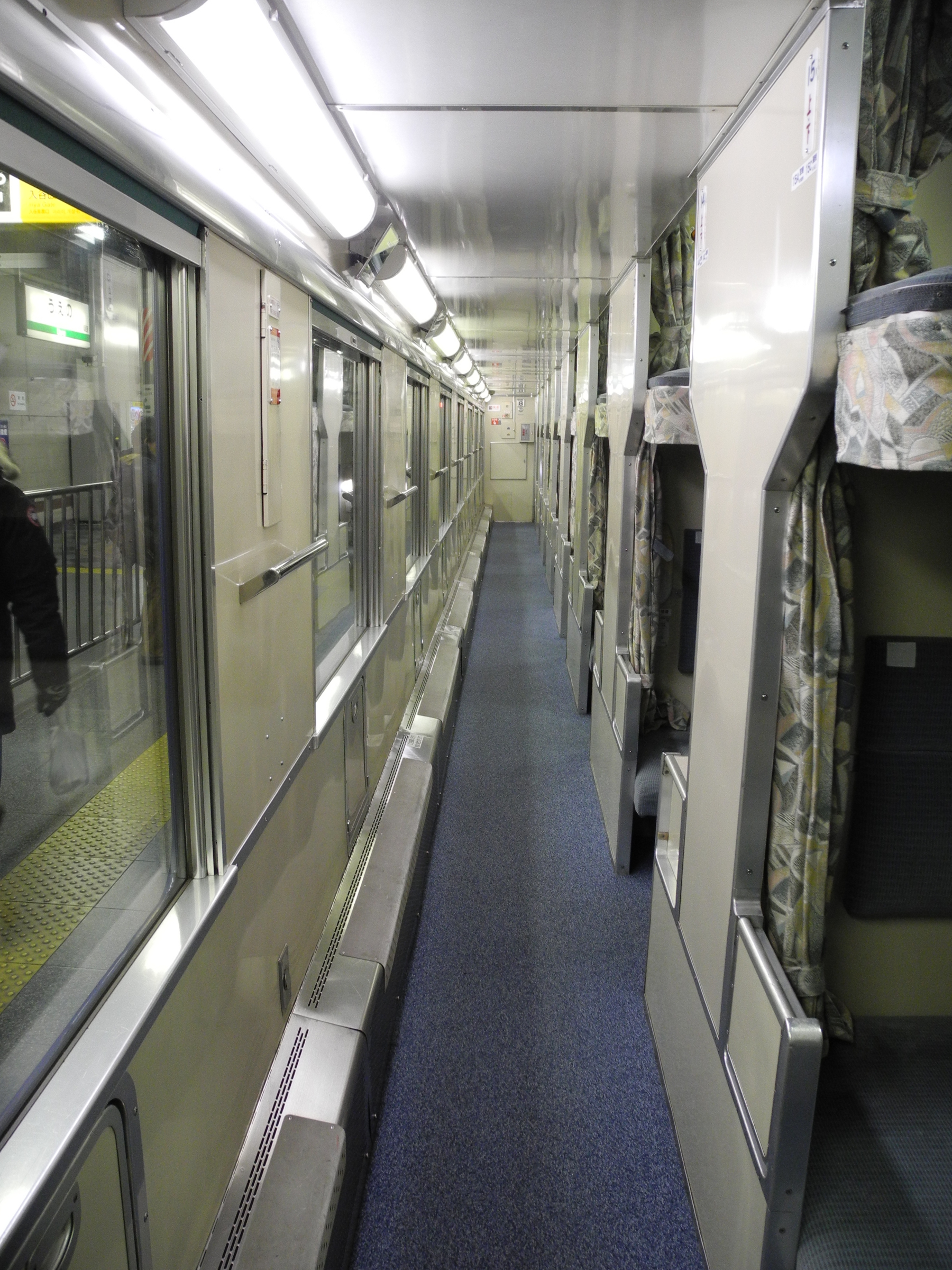
Culoarul unui vagon feroviar.

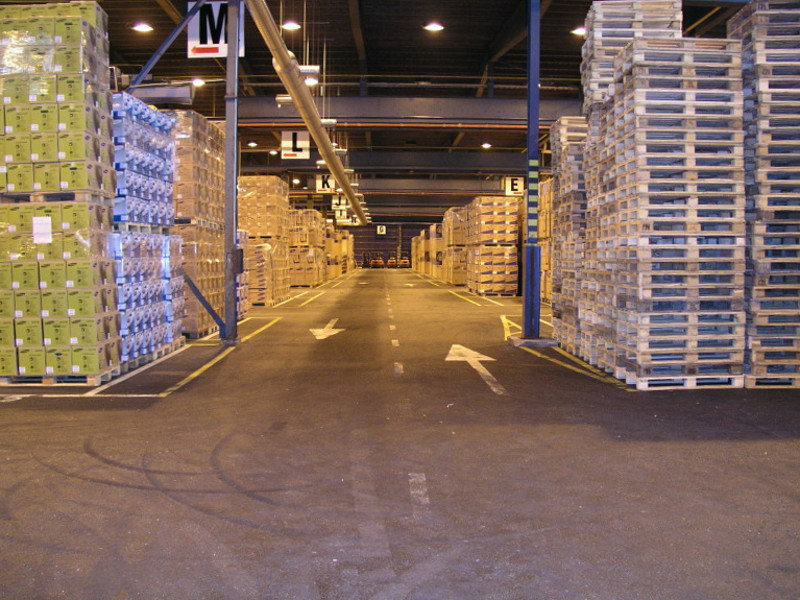
Un culoar în depozitul companiei Green cream Logistics Co., Kotka, Finlanda.

- Teatrele, salele de întâlniri, etc au de obicei niște culoare suficient de largi pentru ca 2-3 indivizi să treacă unul lângă altul fără să se simtă inconfortabil de aproape. În astfel de facilități, orice ar putea găzdui confortabil mai mult de patru persoane unul lângă altul este considerat în general o „zonă deschisă”, mai degrabă decât „culoar”.
- Culoarele din zona de lucru din fabrici sunt de obicei suficient de largi pentru ca angajații să se așeze confortabil sau să stea în zona lor de lucru, permițând în același timp deplasarea sigură și eficientă a persoanelor, echipamentelor și / sau materialelor.
- Depozitele au niște culoare, în mod normal, cu o lățime de cel puțin 2-3 metri, pentru a permite utilizarea echipamentelor de încărcare mecanică în mod eficient.
- Trenurile sunt dotate adesea de culoare înguste unde pasagerii se pot mișca de-alungul unui vagon, prin care pot accesa la compartimentele cu locurile de șezut.

Reglementările guvernamentale naționale și locale impun o lățime minimă pentru culoarele în diferitele tipuri de clădiri. Agențiile de reglementare inspectează frecvent clădirile, vehiculele etc., pentru a pune în aplicare reglementările care impun ca culoarele să nu fie prea înguste. De exemplu, uneori inspectorii pot aplica amenzi pentru blocarea sau restricționarea trecerii atunci când niște cutii sau scaune rabatabile sunt lăsate în culoar. Companiile de asigurări au la dispoziție inspectori de siguranță pentru a examina sediul, atât pentru a stabili dacă asigurații respectă cerințele asigurătorului pentru acoperire, cât și pentru a căuta orice practici care ar putea duce la vătămări sau daune materiale, inclusiv restricționarea trecerii în culoar. 
Din punctul de vedere istoric, multe decese și răni grave s-au produs din cauza unui incendiu, inhalării fumului sau a unei substanțe nocive, etc., deoarece culoarul era blocat și a împiedicat ca persoanele să părăsească prompt o zonă periculoasă.
Deoarece filmele, piesele de teatru și concertele muzicale sunt prezentate în mod obișnuit într-o instalație întunecată, astfel încât publicul să poată vedea mai bine prezentarea, pentru a îmbunătăți siguranța, adesea marginile culoarelor sunt marcate cu un rând de lumini mici. Marcatorii sunt adesea șiruri de diode emițătoare de lumină (așa zisele LED-uri). Fiindcă LED-urile sunt durabile, au un consum redus de energie și folosesc tensiuni scăzute care nu sunt supuse reglementărilor electrice. Pentru a oferi un nivel mai ridicat de lumină focalizat în jos, corpurile de iluminat menționatesunt adesea încorporate în partea scaunului orientată spre culoar.

## Arhitectura bisericească

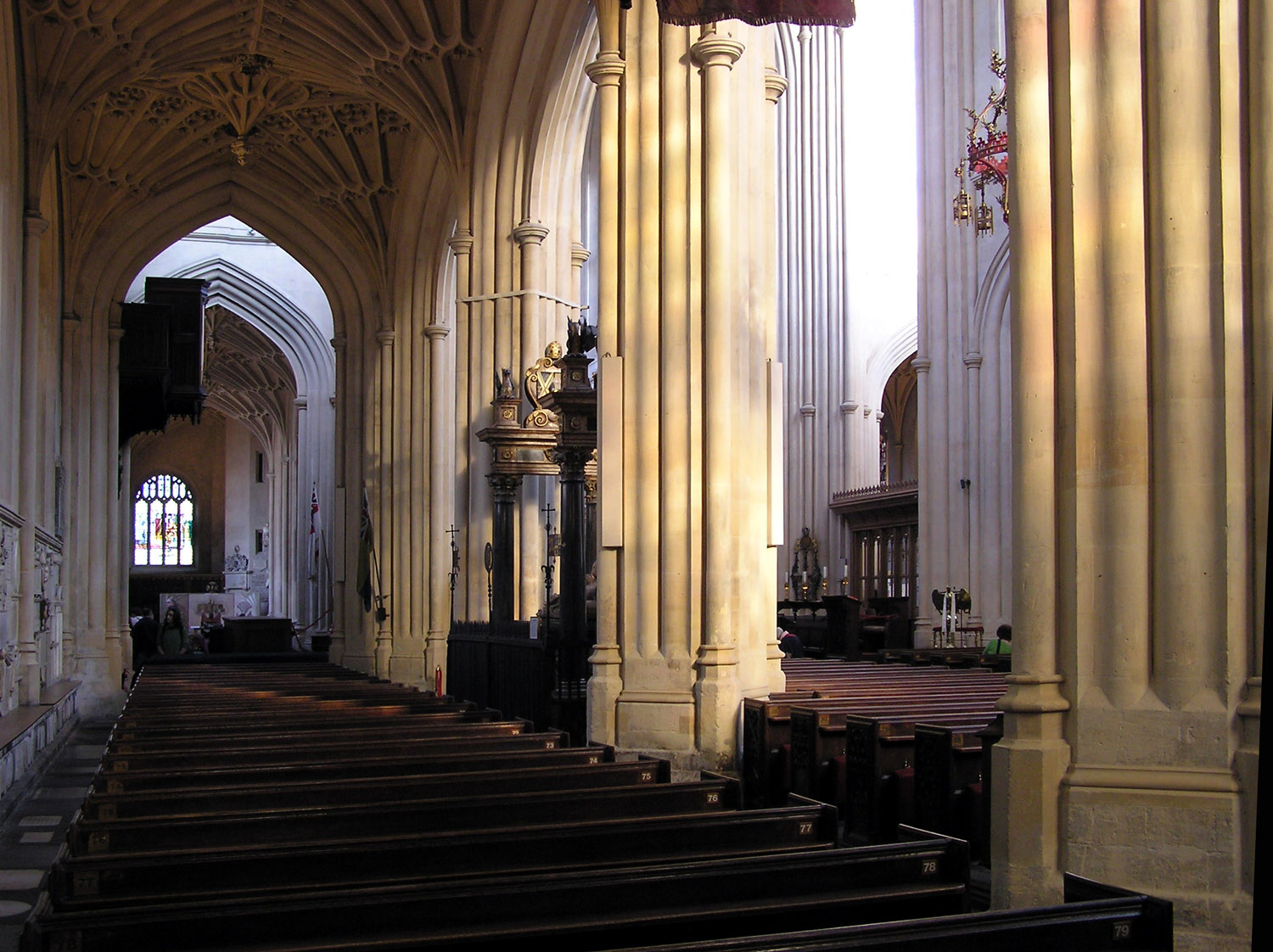
O culoare din Abația din Bath, Anglia. Culoarul este delimitat de niște bănci de lemn, și nava centrală se poate vedea la dreapta, după rândul de coloane.
Localizare pe planul unei biserici a navelor laterale.
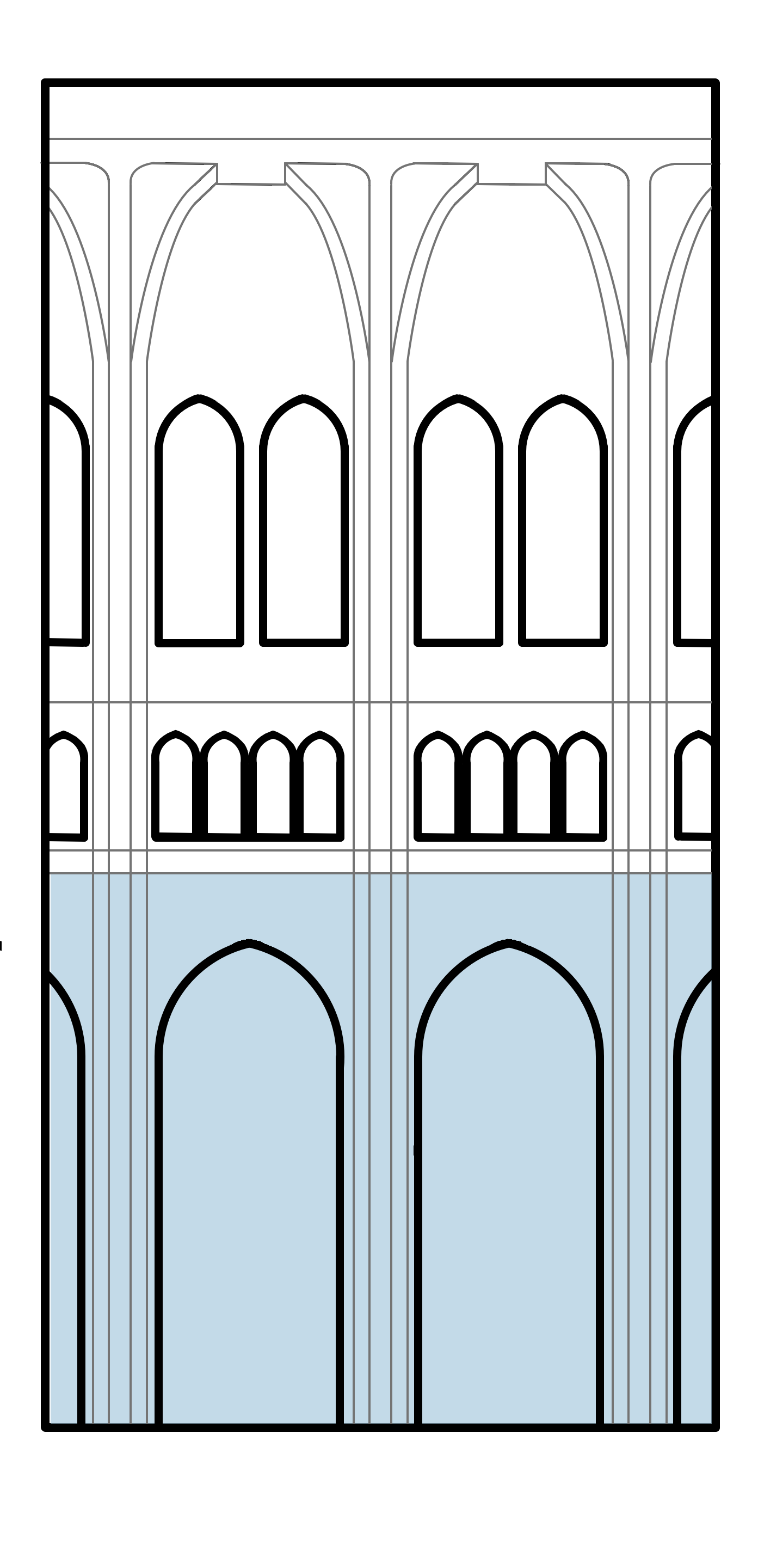
Vedere dinspre nava centrală a unei catedrale gotice, cu privire către culoarul lateral, evidențiat cu albastru.

În arhitectura bisericilor, o culoare (numit uneori și navă laterală) este mai precis un pasaj ce se poate găsi pe părțile laterale a naosului, și este separat de nava centrală cu un rând de coloane sau arcade. Uneori, culoarul se oprește la transept, dar de multe ori poate fi continuat în jurul absidei. Culoarele sunt astfel clasificate ca culoare de navă, culoare de transept și coloare de cor, în funcție de unde sunt localizate.
În arhitectura gotică, acoperișurile culoarului sunt mai mici decât cele ale naosului, permițând intrarea luminii prin cleristoriu. În arhitectura romanică, însă, acoperișurile sunt la înălțimi aproximativ egale, cele ale culoarului fiind doar puțin mai mici decât cele ale naosului. În Germania, bisericile în care acoperișurile aleilor și ale navei sunt la aceeași înălțime, precum Catedrala din München, sunt numite Hallenkirchen.
Când se discută despre designul general, experții de arhitectură includ nava centrală în numărul de culoare. Astfel, Bazilica Sfântul Petru din Roma, Domul din Milano, Catedrala din Amiens, Catedrala Notre-Dame din Paris și Catedrala Alexandr Nevski din Sofia sunt descrise ca având cinci culoare, ceea ce înseamnă că au două culoare laterale pe fiecare parte a naosului. Catedrala din Anvers are chiar șapte culoare (trei pe fiecare parte a naosului central). În Regatul Unit, catedralele au în general doar un culoar pe fiecare parte, Catedrala din Chichester, Catedrala din Elgin și Sfânta Maria Magdalena din Taunton fiind singurele trei excepții.